# 1. FC Lok Stendal
Maillots
Le 1. FC Lok Stendal est un club allemand de football basé à Stendal.

## Historique
- 1909 : fondation du club sous le nom de FC Victoria Stendal
- 1945 : fermeture du club et refondation sous le nom de SG Stendal-Nord
- 1948 : le club est renommé SG Blau-Weiß Stendal puis SG Eintracht Stendal
- 1949 : fusion avec le BSG Reichsbahn Stendal et le BSG RAW Stendal en BSG Hans-Wendler Stendal, puis le club est renommé BSG Lokomotive Stendal
- 1990 : le club est renommé FSV Lok Altmark Stendal
- 2002 : fusion avec 1. FC Stendal en 1. FC Lokomotive Stendal

## Palmarès
- Coupe d'Allemagne de l'Est
  - Finaliste : 1966